# Geophilus joyeuxi
Geophilus joyeuxi är en mångfotingart som beskrevs av Louis Raoul Urbain Théophile Maurice Léger och Octave Joseph Duboscq 1903. Geophilus joyeuxi ingår i släktet Geophilus och familjen storjordkrypare. Inga underarter finns listade i Catalogue of Life.